# 3442 Yashin
3442 Yashin (1978 TO7) là một tiểu hành tinh vành đai chính được phát hiện ngày 2 tháng 10 năm 1978 bởi L. Zhuravleva ở Nauchnyj.